# Marija Kosec
Marija Kosec je slovenska kemičarka, * 5. september 1947, † 23. december 2012.
Njeno znanstveno področje je elektronska keramika, kjer se je v večji meri posvečala materialom, imenovanim piezoelektriki.

## Življenje in delo
Marija Kosec je leta 1970 diplomirala, leta 1975 magistrirala in 1982 doktorirala na  Fakulteta za naravoslovje in tehnologijo Univerze v Ljubljani. Bila je med prvimi, ki je v Sloveniji začela z raziskavami tankih plasti iz raztopin ter prva, ki se je začela ukvarjati s površinsko kemijo keramičnih prahov. Njena zasluga je, da so ta področja ne le v Sloveniji, temveč v svetovnem merilu dobila težo, ki jim pripada.
Bila je izredna profesorica za materiale na Naravoslovnotehniški fakulteti Univerze v Ljubljani in na Mednarodni podiplomski šoli Jožefa Stefana. Med drugim je bila gostujoča profesorica na École Polytechnique Fédérale de Lausanne, gostujoča profesorica na univerzi Shizuoka, Hamamatsu, vodja centra odličnosti Materiali za elektroniko naslednje generacije ter drugih prihajajočih tehnologij, od leta 2009 je vodila tudi center odličnosti NAMASTE: napredni materiali s tehnologijami prihodnosti.
Marija Kosec je prejela leta 2003 priznanje Ambasadorka znanosti Republike Slovenije, leta 2006 Zoisovo nagrado za vrhunske dosežke na področju keramičnih materialov in leta 2009 Puhovo priznanje za razvojne dosežke ter je ena redkih Evropejk, ki je prejela ugledno nagrado Ferroelectrics Recognition Award 2010, IEEE Ultrasonics, Ferroelectrics, and Frequency Control Society za izjemen prispevek k znanosti in tehnologiji priprave feroelektričnih prahov, volumenske keramike ter tankih in debelih plasti. Bila je tudi članica Inženirske akademije Slovenije.